# 稲根神社 (御蔵島村)
稲根神社（いなねじんじゃ）は、東京都御蔵島村の神社。なお、集落の側にある神社は拝殿で、本殿（奥宮）は拝殿の約4キロメートル南の稲根ヶ森にある。

## 歴史
創建年代は不明である。ただ延喜式の式内社「伊太氐和気命神社」と比定されていることから、少なくとも延喜年間（901年 - 923年）には既に存在していたものと推測される。
伝承によれば、昔、稲根山に毎夜光り輝く物体があるのに気が付き、近くに寄ると木に鏡がかかっていた。そこで、鏡を神体とする神社を創建することになった。これが当社の起源である。
当社には、一時三宅島に流刑となった多賀朝湖（後の英一蝶）の作品「板絵着色神馬図額」「板絵着色大森彦七図額」を所蔵している。
本殿（奥宮）に参詣するには、山道しかないため、ガイド必須である。

## 文化財
- 板絵着色神馬図額 多賀朝湖（英一蝶）筆（東京都指定有形文化財 昭和32年2月21日指定）[4]
- 板絵着色大森彦七図額 多賀朝湖（英一蝶）筆（東京都指定有形文化財 昭和32年2月21日指定）[5]
- 板絵着色島民生活労働図額（東京都指定有形文化財 昭和32年2月21日指定）[6]

## 交通アクセス
- 御蔵島港より徒歩15分（拝殿）。